# آژانس ملی فضایی ترکمنستان
آژانس فضایی ترکمناراگاتناشیک (ترکمنی: «Türkmenaragatnaşyk" agentliginiň Kosmos müdirligi) یک سازمان دولتی است که تمامی برنامه‌های تحقیقات فضایی ترکمنستان را با اهداف علمی و تجاری هماهنگ می‌کند. این سازمان در سال ۲۰۱۱ تأسیس شد.